# Список проводников душ в «Блич»
Проводники душ (яп. 死神 синигами, досл. «бог смерти») — персонажи аниме и манги «Блич», созданные Тайто Кубо. Это воины и психопомпы, обладающие большим количеством паранормальной энергии рэяцу (яп. 霊圧, досл. «давление духа»). Проводники душ невидимы для обычных людей и живут в особом месте, называемом Сообщество душ. Они патрулируют обычный мир, помогая душам умерших людей попасть в Сообщество душ, отправляя в ад тех, кто совершил ужасные грехи при жизни, а также уничтожают злых духов, «пустых».

## Концепция и история создания
В интервью автор Тайто Кубо рассказывал, что сама идея манги зародилась у него тогда, когда возникло желание нарисовать синигами, одетых в кимоно. Образ синигами — богов смерти, в Японии представляющих собой персонифицированную смерть наподобие западного скелета с косой — стал основой для создания проводников душ, в частности, первого проводника, появляющегося в манге, — Рукии Кутики. Первоначально предполагалось, что Рукия будет ходить с косой, затем он поменял косу на меч. Прежде чем окончательно остановиться на кимоно, Кубо рассматривал также идею одевать мужчин-проводников в черные костюмы, но впоследствии передумал, решив, что это было бы слишком банально. Автор упоминал, что заинтересовался мифами и загробной жизнью благодаря манге Saint Seiya (1986—1991), которая основана на древнегреческой мифологии. На вопрос, какие из капитанов и лейтенантов были его любимыми героями, Кубо ответил, что он любит «их всех», но особенно ему нравятся второстепенные герои, которых «не любят читатели».

## Характеристика
- Меч дзампакто (яп. 斬魄刀 дзампакуто:, досл. «разрубающий душу меч») есть у каждого проводника душ и является своеобразным воплощением его духовной силы. Внешне дзанпакто выглядит как обычный тати, хотя форма может отличаться в зависимости от характера владельца и уровня его мастерства. Каждый такой меч обладает собственным именем, характером, внешним видом и сознанием. Если проводник душ достаточно силён, чтобы общаться с духом своего дзанпакто и контролировать его, он может «освободить» меч. Существует две степени освобождения: Сикай и банкай, которые усиливают дзанпакто и дают ему дополнительные возможности. Обычно меч находится в «запечатанном» состоянии, а сикай или банкай проводник душ раскрывает только тогда, когда в этом есть реальная необходимость, например, в бою с сильным противником. Дзампакто не являются послушными рабами проводников душ, а, скорее, их партнёрами. Они обладают собственной индивидуальностью и могут становиться полноценными персонажами — как, например, меч Итиго Куросаки, не раз спасавший главному герою жизнь.

Свежесозданный меч представляет собой асаути (яп. 浅打ち asauchi, «слабо бьющий») — безымянный дзампакто, не обладающий какими-то конкретными особенностями. Они формируются впоследствии, при взаимодействии асаути с проводником душ, которому он достался.
Искусство владения дзампакто называется дзандзюцу (яп. 斬術 zanjutsu, «искусство фехтования»). С помощью дзампакто проводники душ очищают пустых от грехов, совершённых ими после смерти, а также могут проводить обряд погребения душ (яп. 魂葬 konsō).
В филлере «Материализация дзампакто» дзампакто представлены как полноправные персонажи аниме, с собственным характером, обычно похожим на характер своего партнёра-проводника душ и внешностью, часто неожиданной.
- Сика́й (яп. 始解 shikai, досл. «начальное освобождение») — частичное освобождение, для которого необходимо научиться разговаривать со своим дзампакто и узнать его имя. После этого проводник душ может назвать имя и добавить некую словесную формулу, просьбу раскрыться («Пробудись», «Расти» и т. д.). Разные проводники душ используют разные словесные формулы, которые могут варьироваться от коротенького слова до длинных, порой даже поэтических, фраз. Меч в сикае может видоизменяться до полной неузнаваемости и приобретает новые свойства. Дзанпакто скрывают свои имена, поэтому далеко не каждый проводник душ может использовать сикай. Также есть мечи, которые всегда находятся в форме сикая, например Дзангэцу.

- Банка́й (яп. 卍解 bankai, досл. «полное освобождение») — полное освобождение дзампакто, когда дух меча материализуется в реальном мире. Проводник душ получает огромную силу и полностью раскрывает потенциал своего дзампакто. Никаких словесных формулировок не используется, проводники душ просто произносят: «Банкай». Овладеть банкаем могут не все проводники душ. Наиболее талантливые воины тренируются десятки лет.Однако, благодаря многим годам тренировок один банкай может быть сильнее другого, с менее опытным владельцем, который недавно освоил банкай. Примером является лейтенант первого отряда Тёдзиро Сасакибэ, использующий свой банкай лишь два раза за всю жизнь, но отточивший его до высочайшего уровня..

Свойства банкая всегда каким-то образом связаны со свойствами сикая. Главная слабость банкая заключается как раз в его огромной силе, поэтому после достижения банкая нужны ещё годы тренировок, чтобы научиться контролировать эту силу. До тех пор использовать банкай в бою нежелательно. Помимо этого, дзампакто, сломанный в банкае, восстановить почти невозможно (исключение — Садзин Комамура), и его сила может значительно уменьшиться.
По словам Бякуи Кутики, среди четырёх благородных семейств в Сообществе душ только один человек из нескольких поколений рождается со способностью быстро завладеть банкаем и полностью подчинить его себе. Проводник душ, владеющий банкаем, может пройти специальный тест (яп. 隊首 тайсю) и получить звание капитана.
- Кидо́ (яп. 鬼道 кидо:, «искусство демонов», букв. «путь демона») — магия, которой часто пользуются проводники душ.[9] С её помощью можно лечить, атаковать, защищаться и сковывать движения противника. Не все проводники душ хорошо владеют этим искусством. Заклинания различаются по номерам и могут быть довольно длинными. Некоторые проводники (например, Бякуя Кутики) могут атаковать кидо и без предварительного заклинания, а просто произнеся вслух его название (это является признаком мастерства). Также возможно использование одновременно двух кидо.[10] Демонические искусства классифицируются в соответствии со следующими тремя типами:
  - «Пути связывания» (яп. 縛道 бакудо:) — используются для блокировки или отражения атак врага, а также могут применяться для удержания оппонента на месте.
  - «Пути разрушения» (яп. 破道 хадо:) — используются с целью причинить противнику максимальный ущерб.
  - «Пути исцеления» (яп. 回道 кайдо:) — используются для излечения нанесённых оппонентом ран. В отличие от других видов, кидо не имеют названий и заклинаний.
- Хохо́ (яп. 歩法 хохо:, «поступь», букв. «правило ходьбы») — искусство молниеносных движений, которое основывается на способности синигами не только чувствовать рэяцу, но и управлять этой духовной энергией. Например, проводник душ может стоять и даже ходить по воздуху, опираясь на предварительно уплотнённые духовные частицы (яп. 霊子 рэйси), всегда находящиеся в атмосфере в свободном состоянии.
  - Сюмпо́ (яп. 瞬歩 shunpo, «мерцающий шаг») — техника быстрых шагов, которая позволяет почти моментально передвигаться на большие расстояния — быстрее, чем может уследить глаз нетренированного воина.
- Хаку́да (яп. 白打 hakuda) — искусство рукопашного боя. Приёмы этого стиля отличает высокая мощность и скорость.

## Готэй 13
Готэй 13 (яп. 護廷十三隊 Готэйдзю:сантай) — главная военная организация Сообщества Душ, куда попадают почти все выпускники Академии духовных искусств (яп. 真央霊術院 сино:рэйдзюцуин). Основными функциями Готэя являются защита Сэйрэйтэя от вторжения и сопровождение душ умерших людей в Сообщество Душ. Готэй состоит из 13 отрядов, в которых состоят капитаны, лейтенанты, офицеры и большое число рядовых.
- Капитаны (яп. 隊長 тайтё:) — сильнейшие проводники душ, возглавляющие каждый из 13 отрядов Готэй 13.
- Лейтенанты (яп. 副隊長 фукутайтё:) (вице-капитаны) — проводники душ, которые заменяют капитана в его отсутствие, помогают в различных делах и могут служить чем-то вроде секретарей.

Капитаны и лейтенанты обычно не разлучаются и хорошо уживаются вместе (за редкими исключениями).
- Офицеры — достаточно сильные проводники душ, состоящие в отрядах. Знают имена своих дзанпакто и могут использовать сикай.
- Генерал (яп. 総隊長 со:тайтё:) — Гэнрюсай Сигэкуни Ямамото, основатель Академии проводников душ, он управляет всеми отрядами Готэй 13, а также является капитаном первого отряда.

### Первый отряд
- Бывший капитан: Гэнрюсай Сигэкуни Ямамото (яп. 山本 元柳斎 重國 Ямамото Гэнрю:сай Сигэкуни, Yamamoto Genryūsai Shigekuni)  — первый капитан.

Сэйю — Цукада Масааки, Бинбин Такаока
- Капитан: Сюнсуй Кёраку (яп. 京楽 春水 Кё:раку Сюнсуй, Kyōraku Shunsui)
- Бывший лейтенант: Тёдзиро Сасакибэ (яп. 雀部 長次郎 Сасакибэ Тё:дзиро:, Sasakibe Chōjirō) — первый лейтенант.

Сэйю — Ямагути Таро.
- Лейтенант: Нанао Исэ (яп. 伊勢 七緒 Исэ Нанао, Ise Nanao)
- Лейтенант: Гэнсиро Окикиба (яп. 沖牙 源志郎 Окикиба Гэнсиро:, Okikiba Genshirō)

### Второй отряд
Второй отряд тесно связан с Отделом тайных операций: капитан второго отряда является главой отдела, многие другие члены отряда (в том числе и лейтенант) также входят в отдел. Предположительно, место лейтенанта закреплено за семьей Омаэда и передаётся по наследству. Поскольку Омаэды любят окружать себя роскошью, бараки второго отряда выглядят красивее и пышнее, чем остальные.
- Бывший капитан: Тика Сихоин (яп. 四楓院 志嘉 Сихо:ин Ти:ка, Shihōin Chika) — первый капитан.
- Бывший капитан: Ёруити Сихоин (яп. 四楓院 夜一 Сихо:ин Ёруити, Shihōin Yoruichi) - изгнана из Сообщества душ в 1901 году.
- Капитан: Суй Фэн (кит. трад. 砕蜂, пиньинь Sùifeng, яп. Soifon)

Сэйю — Каваками Томоко, после 206 серии — Хоко Кувасима.
- Бывший лейтенант: Марэносин Омаэда (яп. 大前田 希ノ進 О:маэда Марэносин, Ōmaeda Marenoshin)
- Лейтенант: Марэтиё Омаэда (яп. 大前田 希千代 О:маэда Марэтиё, Ōmaeda Marechiyo)

Сэйю — Касии Сёто.
- Бывший 3-й офицер: Кискэ Урахара (яп. 浦原 喜助  Урахара Кисукэ, Urahara Kisuke)

### Третий отряд
Символ 3-го отряда — календула. Этот цветок означает отчаяние, которое в каком-то плане можно назвать гордостью этого отряда. Члены третьего отряда считают, что битва — это не место для героизма или вещь, которая должна приносить удовольствие. Для них битва — это самое чёрное отчаяние, поэтому люди должны избегать их (именно так описывает свой отряд Идзуру Кира во время сражения с фрасьон Бараггана).
- Бывший капитан: Кинроку Изухара — первый капитан.
- Капитан: Родзюро Оторибаси (яп. 鳳橋 楼十郎 О:торибаси Ро:дзю:ро:, Ōtoribashi Rōjūrō)
- Бывший капитан: Гин Итимару (яп. 市丸 ギン Итимару Гин, Ichimaru Gin)
- Бывший капитан: Сюскэ Амагай (яп. 天貝 繍助 Амагай Сю:сукэ, Amagai Shūsuke)
- Бывший лейтенант: Тиканэ Иба (яп. 射場千鉄 Иба Тиканэ, Chikane Iba)
- Лейтенант: Идзуру Кира (яп. 吉良 イヅル Кира Идзуру, Kira Izuru)

Сэйю — Сакураи Такахиро.
- Бывший 3-й офицер: Макото Кибунэ (яп. 貴船 理 Кибунэ Макото, Kibune Makoto)

Сэйю — Мидорикава Хикару.
- 3-й офицер: Рику Тогакуси (яп. 戸隠 李空 Тогакуси Рику:, Togakushi Rikū)
- 5-й офицер: Такэцуна Гори (яп. 吾里 武綱 Гори Такэцуна, Gori Taketsuna)
- 6-й офицер: Аска Катакура (яп. 片倉 飛鳥 Катакура Асука, Katakura Asuka)

### Четвёртый отряд
Задача четвёртого отряда — лечить раненых: именно в бараках этого отряда расположен госпиталь. Отряд считается самым слабым, не пользуется уважением в Готэй 13, и поэтому члены отряда, кроме старших офицеров, помимо своей основной работы лекаря, занимаются непочётной работой, например, чистят канализационные трубы.
- Бывший капитан: Тигири Сидзима — первый капитан.
- Бывший капитан: Рэцу Унохана (яп. 卯ノ花 烈 Унохана Рэцу, Unohana Retsu)

Сэйю — Хисакава Ая.
- Бывший лейтенант: Сэйноскэ Ямада (яп. 山田 清之介 Ямада Сэйносукэ, Yamada Seinosuke)
- Капитан, бывший лейтенант: Исанэ Котэцу (яп. 虎徹 勇音 Котэцу Исанэ, Kotetsu Isane)

Сэйю — Ногами Юкана.
- Лейтенант: Киёнэ Котэцу (яп. 虎徹 清音 Котэцу Киенэ, Kotetsu Kiyone)

Сэйю — Нисимура Тинами
- Бывший 3-й офицер: Ясотика Иэмура (яп. 伊江村 八十千和 Иэмура Ясотика, Iemura Yasochika)

Сэйю — Аояма Ютака.
- 3-й офицер, бывший 7-й офицер: Ханатаро Ямада (яп. 山田 花太郎 Ямада Ханатаро, Yamada Hanatarō)

Сэйю — Мията Коки.

### Пятый отряд
- Бывший капитан: Дандзиро Обана — первый капитан.
- Капитан: Синдзи Хирако (яп. 平子 真子 Хирако Синдзи, Hirako Shinji)
- Бывший капитан, бывший лейтенант: Соскэ Айдзэн (яп. 藍染 惣右介 Айдзэн Со:сукэ, Aizen Sosuke)
- Бывший лейтенант: Гин Итимару (яп. 市丸 ギン Итимару Гин, Ichimaru Gin)
- Лейтенант: Момо Хинамори (яп. 雛森 桃 Хинамори Момо, Hinamori Momo)

Сэйю — Сакума Куми.

### Шестой отряд
Место капитана этого отряда закреплено за главой клана Кучики, но на жилищах отряда, в отличие от жилищ второго отряда, это не отражается.
- Бывший капитан: Фурофуси Сайто — первый капитан.
- Бывший капитан: Гинрэй Кучики (яп. 朽木 銀嶺 Кутики Гинрэй, Kuchiki Ginrei)
- Капитан: Бякуя Кучики (яп. 朽木 白哉 Кутики Бякуя, Kuchiki Byakuya)
- Бывший лейтенант: Содзюн Кучики (яп. 朽木 蒼純 Кутики Со:дзюн, Kuchiki Sōjun)
- Лейтенант: Рэндзи Абараи (яп. 阿散井 恋次 Абараи Рэндзи, Abarai Renji)
- Бывший 3-й офицер: Кога Кучики (яп. 朽木 響河 Кутики Ко:га, Kuchiki Kouga)

### Седьмой отряд
- Бывший капитан: Нобуцуна Сигё— первый капитан.
- Бывший капитан: Лав Айкава (яп. 愛川 羅武 Айкава Рабу) - изгнан из Сообщества душ в 1901 году.
- Бывший капитан: Садзин Комамура (яп. 狛村 左陣 Комамура Садзин, Komamura Sajin)

Сэйю — Инада Тэцу.
- Капитан, бывший лейтенант: Тэцудзаэмон Иба (яп. 射場 鉄左衛門 Иба Тэцудзаэмон, Iba Tetsuzaemon)

Сэйю — Ниси Ринтаро.
- Бывший лейтенант: Дзинъэмон Коцубаки (яп. 小椿 刃右衛門 Коцубаки Дзинъэмон, Kotsubaki Jin'emon)
- Лейтенант: Ясотика Иэмура (яп. 伊江村 八十千和 Иэмура Ясотика, Iemura Yasochika)

Сэйю — Аояма Ютака.

### Восьмой отряд
- Бывший капитан: Инсай Каторибацу — первый капитан.
- Бывший Капитан: Сюнсуй Кёраку (яп. 京楽 春水 Кёраку Сюнсуй, Kyouraku Shunsui)

Сэйю — Акио Оцука.
- Капитан, бывший лейтенант: Лиза Ядомару (яп. 矢胴丸 リサ Ядо:мару Риса, Yadomaru Risa)

Сэйю — Хаттори Канако.
- Бывший лейтенант: Нанао Исэ (яп. 伊勢 七緒 Исэ Нанао, Ise Nanao)

Сэйю — Набатамэ Хитоми.

### Девятый отряд
Традиционно, девятый отряд занимается вопросами культуры и искусства. В том числе он отвечает за «Вестник Сейрейтея». Все лейтенанты отрядов Готея 13 передают свои отчеты им.
- Бывший капитан: Энтецу Кумои — первый капитан.
- Капитан: Кэнсэй Мугурума (яп. 六車 拳西 Мугурума Кэнсэй, Muguruma Kensei)

Сэйю — Томокадзу Сугита.
- Бывший капитан: Канамэ Тосэн (яп. 東仙 要 То:сэн Канамэ, Tōsen Kaname)

Сэйю — Морикава Тосиюки.
- Лейтенант: Масиро Куна (яп. 久南 白 Куна Масиро, Kuna Mashiro)

Сэйю — Канда Акэми.
- Лейтенант: Сюхэй Хисаги (яп. 檜佐木 修兵 Hisagi Shuuhei)

Сэйю — Кониси Кацуюки.

### Десятый отряд
- Бывший капитан: Фуруоки Оутокава — первый капитан.
- Бывший капитан: Иссин Сиба (яп. 志波 一心 Сиба Иссин, Shiba Isshin)

Сэйю — Морикава Тосиюки.
- Капитан: Тосиро Хицугая (яп. 日番谷 冬獅郎 Хицугая То:сиро:, Hitsugaya Tōshirō)
- Лейтенант: Рангику Мацумото (яп. 松本 乱菊 Мацумото Рангику, Matsumoto Rangiku)

Сэйю — Мацутани Кая.

### Одиннадцатый отряд
Одиннадцатый отряд специализируется на ближнем бою и считается сильнейшим отрядом. Члены отряда не пользуются кидо и кидотипными приемами дзанпакто, так как считают, что такие приемы «для слабаков». Капитан одиннадцатого отряда носит титул Кэнпачи (яп. 剣八 Кэмпати, Kenpachi, досл. "меч" и "восемь"), который употребляется как его имя. Известно, что все Кэнпачи (кроме первого, второго и девятого) получили звание капитана убив предыдущего капитана на поединке.
- Бывший капитан, 1-я Кэмпати: Ятиру Унохана (яп. 卯ノ花 八千流 Унохана Ятиру, Unohana Yachiru) — первый капитан.
- Бывший капитан, 7-й Кэмпати: Кэмпати Куруясики (яп. 刳屋敷 剣八 Куруясики Кэмпати, Kuruyashiki Kenpachi)
- Бывший капитан, 8-й Кэмпати: Соя Адзасиро (яп. アザ史郎 宗谷 Адзасиро Со:я, Azashiro Sōya)
- Бывший капитан, 10-й Кэмпати: Госкэ Кигандзё (яп. (鬼厳城 五助 Кигандзё: Госкэ, Kiganjō Gosuke)
- Капитан, 11-й Кэмпати: Кэмпати Дзараки (яп. 更木 剣八 Zaraki Кenpachi)

Сэйю — Татики Фумихико.
- Бывший лейтенант: Ятиру Кусадзиси (яп. 草鹿 やちる Kusajishi Yachiru)

Сэйю — Мотидзуки Хисаё.
- Лейтенант, бывший 3-й офицер: Иккаку Мадарамэ (яп. 斑目 一角 Madarame Ikkaku)

Сэйю — Хияма Нобуюки.
- 3-й офицер, бывший 5-й офицер: Юмитика Аясэгава (яп. 綾瀬川 弓親 Ayasegawa Yumichika)

Сэйю — Фукуяма Дзюн.
- Бывший 4-й офицер: Тэцудзаэмон Иба (яп. 射場 鉄左衛門 Иба Тэцудзаэмон, Iba Tetsuzaemon)
- Бывший 6-й офицер: Рэндзи Абараи (яп. 阿散井 恋次 Абараи Рэндзи, Abarai Renji)
- 10-й офицер[13]: Макидзо Арамаки (яп. 荒巻真木造 Арамаки Макидзо:)

Сэйю — Юйти Нагасима.
- Бывший офицер: Маки Итиносэ (яп. 一之瀬 真樹 Ichinose Maki)

Сэйю — Сусуму Тиба.

### Двенадцатый отряд
Двенадцатый отряд разрабатывает новые технологии и духовные приспособления и является домом для НИИ синигами на протяжении более 110 лет. Научно-исследовательский институт синигами создавался как часть двенадцатого отряда. Технологические и научные исследования стали основным занятием отряда. 
- Бывший капитан: Ухин Дзэндодзи — первый капитан.
- Повышена, Бывший капитан: Кирио Хикифунэ (яп. 曳舟 桐生 Хикифунэ Кирио, Hikifune Kirio)
- Бывший капитан: Кискэ Урахара (яп. 浦原 喜助 Урахара Кискэ, Urahara Kisuke) — изгнан из Сообщества душ в 1901 году.

Сэйю — Синъитиро Мики.
- Бывший лейтенант: Хиёри Саругаки (яп. 猿柿 ひよ里 Саругаки Хиёри, Sarugaki Hiyori) — изгнана из Сообщества душ в 1901 году.

Сэйю — Такаги Рэйко.
- Капитан, бывший 3-й офицер: Маюри Куроцути  (яп. 涅 マユリ Куроцути Маюри, Kurotsuchi Mayuri)

Сэйю — Накао Рюсэй.
- Бывший лейтенант: Нэму Куроцути (яп. 涅 ネム Куроцути Нэму, Kurotsuchi Nemu)

Сэйю — Кугимия Риэ.
- Лейтенант, бывший 3-й офицер: Акон  (яп. 阿近 Акон, Akon)
- Бывший 7-й офицер: Кагэродза Инаба (яп. 影狼佐 因幡 Инаба Кагэро:дза, Inaba Kagerōza)
- Неизвестно: Нэмури (Нэму) Хатиго (яп. 涅 ネム (Нэму) Нэмури Хатиго, Nemuri Hachigo)

### Тринадцатый отряд
Территория Каракуры находится под юрисдикцией тринадцатого отряда.
- Бывший капитан: Сайдзо Сакахона — первый капитан.
- Бывший капитан: Дзюсиро Укитакэ (яп. 浮竹 十四郎 Укитакэ Дзю:сиро:, Ukitake Jūshirō)

Сэйю — Исикава Хидэо.
- Бывший лейтенант: Кайэн Сиба (яп. 志波 海燕 Shiba Kaien)

Сэйю — Сэки Тосихико.
- Капитан, бывший лейтенант: Рукия Кучики (яп. 朽木 ルキア Кутики Рукиа, Kuchiki Rukia)[14]
- Лейтенант, бывший 3-й офицер: Сэнтаро Коцубаки (яп. 小椿 仙太郎 Kotsubaki Sentarou)

Сэйю — Нисимура Тинами
- Бывший 3-й офицер: Киёнэ Котэцу (яп. 虎徹 清音 Kotetsu Kiyone)

Тотика Койти
- Бывший 3-й офицер Мияко Сиба
- Бывший 6-й офицер: Хидэтомо Кадзёмару (яп. 可城丸 秀朝 Кадзё:мару Хидэтомо, Kajōmaru Hidetomo)
- Бывший защитник города Каракура: Дзэнноскэ Курумадани (яп.  車谷 善之介 Курумадани Дзэнноскэ, Zennosuke Kurumadani)
- Защитник города Каракура: Рюноскэ Юки (яп. 行木 竜ノ介 Uki Ryūnosuke)
- Защитник города Каракура: Сино Мадарамэ (яп. 斑目志乃 Madarame Shino)

## Королевская гвардия
Королевская секретная служба (яп. 王属特务 О:дзукутокуму), также известна как Нулевой отряд (яп. 零番隊 Зеробантай) — специальная организация, которая ответственна за защиту короля Сообщества душ, королевской семьи и королевского дворца.
- Тэндзиро Кириндзи (яп. 麒麟寺 天示郎 Кириндзи Тэндзиро:, Kirinji Tenjirō).
- Кирио Хикифунэ (яп. 曳舟 桐生 Хикифунэ Кирио, Hikifune Kirio).
- Оэцу Нимайя (яп. 二枚屋 王悦 Нимаия О:эцу, Nimaiya Ōetsu).
- Сэндзюмару Сютара (яп. 修多羅 千手丸 Сютара Сэндзюмару, Shutara Senjumaru).
- Итибэ Хёсубэ (яп. 兵主部 一兵衛 Хё:субэ Итибэ:, Hyōsube Ichibē).

## Отряд тайных операций
Отряд тайных операций (яп. 隠密機動 Оммицукидо:) — организация, в задачи которой входит выполнение секретных заданий Совета 46, например, убийство синигами, нарушивших закон. Если Готей 13 считается охраной от внешних врагов и действует открыто, то Тайный отряд является внутренней охраной и действует скрытно. Хотя этот отряд является самостоятельной организацией и действует отдельно от Готей 13, в течение многих столетий им руководят члены благородной семьи Сихоин, а лидер этого клана традиционно становился капитаном Второго отряда. Ёруити Сихоин, ставшая одновременно и капитаном Второго отряда, и главнокомандующей Отряда тайных операций, объединила эти организации.
Отряд тайных операций делится на пять корпусов, каждый со своей специализацией. В настоящее время все командиры корпусов (яп. 军団长 gundanchō) являются пятью высшими офицерами Второго отряда.

### Исполнительный корпус
Корпус наказания (яп. 刑军 кэйгун) — основной обязанностью является выполнение миссий, требующих применения силы. Они специализируются в Хакуда, особом стиле рукопашного боя проводников душ. Его члены одеты во всё чёрное и известны своим хладнокровием. Как правило, командиром этого корпуса является командующий отряда тайных операций и капитан второго отряда.

### Патрульный корпус
Корпус защиты (яп. 警逻队 кэйрэтэй) — главная задача — сбор разведывательной информации. Также, в случае побега заключённых они должны найти и задержать беглецов. Их имена скрыты в целях сохранения конфиденциальности. Обычно командир корпуса — это лейтенант второго отряда.

### Следственный изолятор
Корпус управления (яп. 槛理队 канритэй) несёт ответственность за лишение свободы и надзор за всеми преступниками Сообщества душ. Кроме того, они охраняют изолятор для жителей Сообщества душ, признанных слишком опасными для окружающих.

### Четвёртый корпус
Названия и функции неизвестны.

### Внутренние судебные войска
Внутренние судебные войска (яп. 里廷队 ритэйтэй) служат для передачи важной, срочной и секретной информации в Сообществе душ. Многие члены корпуса являются мастерами сюмпо.

## Отряд Кидо
Отряд Кидо (яп. 鬼道衆 Кидосю) — специальная организация, состоящая из опытных пользователей кидо. Её операции выполняются в абсолютной тайне, а лица членов скрыты. Среди прочего, в их компетенцию входит открытие портала между Сообществом душ и миром живых, а также подготовку Сокёку, лезвия с силой миллиона дзанпакто, которое используют для казней.
Полная структура корпуса неизвестна, но во главе стоит командир корпуса (яп. 鬼道众総帅), которым, как правило, является Гранд-начальник Кидо (яп. 大鬼道长) — самый сильный мастер кидо в Сообществе душ. Его помощником является заместитель начальника Кидо (яп. 副鬼道长).
Единственные известные члены корпуса — бывший командир Тэссай Цукабиси, и его заместитель Хатигэн Усёда, которые были изгнаны из Сообщества душ в 1901 году.

## Стражи врат
Группа из четырёх хранителей ворот в Сэйрэйтэй.
- Дзидамбо Иккандзака (яп. 一贯坂兕丹坊 Ikkanzaka Jidanbō) — охранник Врат белого пути (яп. 白道门), западного входа в Сэйрэйтэй.
- Хигонюдо (яп. 比巨入道 Higonyūdō) — страж Врат красной пустоты (яп. 朱洼门), южного прохода в столицу Сообщества душ.
- Кайван (яп. 嵬腕 Kaiwan) — хранитель Врат синего потока (яп. 青流门), восточного входа.
- Дандзомару (яп. 断蔵丸 Danzōmaru) охраняет Врата чёрной горы (яп. 黒隆门), северного прохода.

## Вайзарды
Проводники душ-отступники, получившие силы пустых в результате эксперимента Соскэ Айдзэна в Сообществе душ. Живут отдельно и от проводников душ, и от людей, но поддерживают хорошие отношения с Ичиго Куросаки. Состоящая из 8-ми человек, группа вайзардов обладает огромной силой. Их происхождение описывается в сюжетной арке «Обращая маятник вспять». Впервые появляются в 109 серии аниме.
- Синдзи Хирако (яп. 平子 真子 Хирако Синдзи, Hirako Shinji) — бывший капитан 5-го отряда проводников душ.

Сэйю — Масая Оносака.
- Хиёри Саругаки (яп. 猿柿 ひよ里 Саругаки Хиёри, Sarugaki Hiyori) — бывший лейтенант 12-го отряда проводников душ и бывшая заведующая лабораторией НИИ синигами.

Сэйю — Такаги Рэйко.
- Хатигэн Усёда (яп. 有昭田 鉢玄 Усё:да Хатигэн, Ushouda Hachigen) или Хати (яп. ハッチ Hachi) — бывший лейтенант Кидо-отряда.

Сэйю — Нагасако Такаси.
- Лиза Ядомару (яп. 矢胴丸 リサ Ядо:мару Риса, Yadomaru Risa) — бывший лейтенант 8-го отряда.

Сэйю — Хаттори Канако.
- Кэнсэй Мугурума (яп. 六車 拳西 Мугурума Кэнсэй, Muguruma Kensei) — бывший капитан 9-го отряда.

Сэйю — Томокадзу Сугита.
- Масиро Куна (яп. 久南 白, Куна Масиро, Kuna Mashiro) — бывший лейтенант 9-го отряда.

Сэйю — Канда Акэми.
- Лав Айкава (яп. 愛川 羅武（ラブ）[16][17] Айкава Рабу, англ. Love — «любовь») — бывший капитан 7-го отряда проводников душ.

Сэйю — Инада Тэцу.
- Родзюро Оторибаси (яп. 鳳橋 楼十郎 О:торибаси Ро:дзю:ро:) или Роуз (яп. ローズ Ро:дзу, англ. Rose — «роза») — бывший капитан третьего отряда проводников душ.

Сэйю — Касии Сёто.

## Бывшие проводники душ
- Рантао (яп. 蘭島 Rantao) — учёная, ранее являвшаяся лидером исследовательского института проводников душ.

Сэйю — Кацуки Масако.
- Асидо Кано (яп. 狩能 雅忘人 Кано: Асидо) — таинственный проводник душ, живущий в Лесу меносов, прямо посреди пустынь Уэко Мундо. Он появляется только в аниме. Появление этого персонажа в манге также планировалось, однако затем Тайто Кубо изменил планы из-за нехватки времени[18].

Сэйю — Касэ Ясуюки.
- Иссин Куросаки (яп. 黒崎 一心 Куросаки Иссин, Kurosaki Isshin) — отец Ичиго. Был капитаном десятого отряда в Готэй 13.

Сэйю — Морикава Тосиюки
- Ёруити Сихоин (яп. 四楓院夜一 Сихо:ин Ёруити , Shihouin Yoruichi) — бывшая главнокомандующая Отряда тайных операций и капитан второго отряда проводников душ.
- Кискэ Урахара (яп. 浦原 喜助 Урахара Кискэ, Urahara Kisuke) — бывший капитан 12-го отряда проводников душ, основатель и первый глава исследовательского института проводников душ.
- Тэссай Цукабиси (яп. 握菱鉄裁 Цукабиси Тэссай, Tsukabishi Tessai) — бывший капитан отряда Кидо.

## Временные проводники душ
- Куго Гиндзё (яп. 銀城 空吾 Гиндзё: Ку:го, Ginjō Kūgo) — бывший и самый первый временный синигами и лидер организаций Xcution, цель которого была получить силу Ичиго Куросаки. Был побеждён  Ичиго Куросаки.
- Ичиго Куросаки получил статус и знак временного проводника душ за помощь в борьбе с Соскэ Айдзэном.

## Отзывы и критика
Несколько интернет-порталов, посвящённых манге и аниме, опубликовали рецензии, содержавшие отзывы о проводниках душ. 
Рецензенту Anime News Network понравились и сами персонажи, и Сообщество душ в качестве поля боя. «Это привносит в привычную соревновательную схему творческий элемент, — пишет он. — Перед нами не только тренировки и сражения. Перед нами приключение». Мелисса Харпер из Animenewsnetwork прокомментировала, что, хотя термин «Синигами» в английском переводе был заменено на Soul Reaper («Жнец душ»), оно является подходящим описанием и, следовательно, «совершенно прекрасным переводом».
В рецензии Mania Entertainment прокомментировали превращение Ичиго в Проводника душ, как «базовую стартовую точку самой серии» и похвалили, то, что у него отсутствуют ожидаемые «неловкие моменты обращения с мечом» и это делает сюжет менее предсказуемым. Майкл Аронсон из Mangalife.com отметил, что «Жнецы душ» изначально были похожи на «Охотников за привидениями», но похвалил, как аниме развивалось позже. IGN высоко оценил взаимодействие между персонажами, а также отметил, что Суин-Фенг и Йоруичи разделяют одну из самых интересных историй в серии, но считает, что можно было бы сделать больше, чтобы раскрыть эту историю глубже.
В рейтинге сильнейших Мрачных жрецов в аниме по версии сайта CBR Гэнрюсай Сигэкуни Ямамото получил 9 место за его невероятные боевые способности, Сосукэ Айзен получил шестое место за его совершенный гипноз и гениальное планирование, а Ичиго Куросаки на второе место, за то, что он сильнейший боец в «Блич».